# Billie-Jean-King-Cup-Mannschaft von Hongkong
Die Billie-Jean-King-Cup-Mannschaft von Hongkong ist die Tennisnationalmannschaft von Hongkong, die im Billie Jean King Cup eingesetzt wird. Der Billie Jean King Cup (bis 1995 Federation Cup, 1996 bis 2020 Fed Cup) ist der wichtigste Team-Wettbewerb im Damentennis, vergleichbar mit dem Davis Cup bei den Herren.

## Geschichte
Erstmals teilgenommen hat Hongkong am Billie Jean King Cup im Jahr 1981. Das bisher beste Abschneiden war das Erreichen des Achtelfinales in den Jahren 1982 und 1990.

## Teamchefs (unvollständig)
- Yu Hiu-tung 2012
- Venise Chan, 2013
- King Phillip, 2014–2015
- Yan Zi, 2016
- Yu Hiu-tung, 2017
- Karan Rastogi, seit 2018

## Bekannte Spielerinnen der Mannschaft
- Zhang Ling
- Patricia Hy-Boulais
- Venise Chan